# 2'-Hidroksiizoflavon reduktaza
2'-Hidroksiizoflavon reduktaza (EC 1.3.1.45, NADPH:2'-hidroksiizoflavon oksidoreduktaza, izoflavon reduktaza, 2',7-dihidroksi-4',5'-metilindioksiizoflavon reduktaza) je enzim sa sistematskim imenom vestiton:NADP+ oksidoreduktaza. Ovaj enzim katalizuje sledeću hemijsku reakciju
vestiton + NADP+ {\displaystyle \rightleftharpoons } 2'-hidroksiformononetin + NADPH + H+
U reverznoj reakciji, 2'-hidroksiizoflavon se redukuje do izoflavanona; 2'-hidroksipseudobaptigenin takođe deluje. Ovaj enzim učestvuje u biosinteza pterokarpin fitoaleksina: medikarpin i maakijain.

## Literatura
- Nicholas C. Price; Lewis Stevens (1999). Fundamentals of Enzymology: The Cell and Molecular Biology of Catalytic Proteins (Third изд.). USA: Oxford University Press. ISBN 019850229X.
- Eric J. Toone (2006). Advances in Enzymology and Related Areas of Molecular Biology, Protein Evolution (Volume 75 изд.). Wiley-Interscience. ISBN 0471205036.
- Branden C; Tooze J. Introduction to Protein Structure. New York, NY: Garland Publishing. ISBN 0-8153-2305-0.
- Irwin H. Segel. Enzyme Kinetics: Behavior and Analysis of Rapid Equilibrium and Steady-State Enzyme Systems (Book 44 изд.). Wiley Classics Library. ISBN 0471303097.

## Spoljašnje veze
- 2'-hydroxyisoflavone+reductase на 